# Йосиф Душек
Йосиф Йосифов Душек е български музикант и педагог.

## Биография
Роден е на 5 март 1893 г. в Стара Загора. Завършва Одринската българска католическа гимназия. Учи цигулка и пиано в родния си град. Работи като станционен чиновник в железниците в Габрово и в Добрич. През 1919 – 1920 г. създава и ръководи малък оркестър и смесен хор в Добрич. В периода 1920 – 1922 г. учи в композиционния отдел на Пражката консерватория. Работи като учител по музика в Българската частна гимназия в Добрич, където създава смесен хор и духов оркестър. През 1932 г. завършва Музикалната академия в София. След 1940 г. се връща в Добрич и е назначен като учител. Ръководи хора при Музикалното дружество „Кавал“ и дирижира Общоградския хор при Читалище „Йордан Йовков“ – Добрич. Инициатор е за създаване на Симфоничен оркестър в града, през 1940 – 1988 г. работи и в Детската музикална школа. Носител е на юбилейни медали, грамоти, значки и ордени „Кирил и Методий“ I и II степен. Умира на 20 април 1986 г. в Добрич.
Личният му архив се съхранява във фонд 1215 в Държавен архив – Добрич. Той се състои от 42 архивни единици от периода 1900 – 2003 г.